# Carmen Farala
Carmen Farala   (Sevilla, 4 de novembre de 1989) és el nom artístic de Daniel Mora Rojas, la primera guanyadora de Drag Race Espanya, el concurs televisiu que busca coronar a la superestrella de Drag espanyola i emès a la plataforma Atresplayer. És franquícia de Rupaul's Drag Race, programa americà de gran èxit.
Daniel explica que el seu nom artístic el va formar a partir del nom "Carmen", "un dels noms de dona per excel·lència" -segons ell. La part "Farala" la va començar a emprar puix la major part dels seus dissenys regionals portaven volants de tela. A més, "Farala" era un perfum que es venia als anys 80 i 90, el qual va ser força significatiu i popular entre els adolescents; així doncs, va ser el primer perfum de moltes dones.

## Abans de Drag Race Espanya
El sevillà porta més de 12 anys actuant com a «Carmen». Va començar actuant amb Vera i Bàrbara, amb qui conformava el trio "Hermanas Farala". L'any 2017 van publicar el seu primer Senzill: "If I don't have you", videoclip que va ser dirigit per Salva Musté.